# Pontiac Montana
Pontiac Montana – samochód osobowy typu minivan klasy średniej produkowany pod amerykańską marką Pontiac w latach 1998 – 2008.

## Pierwsza generacja

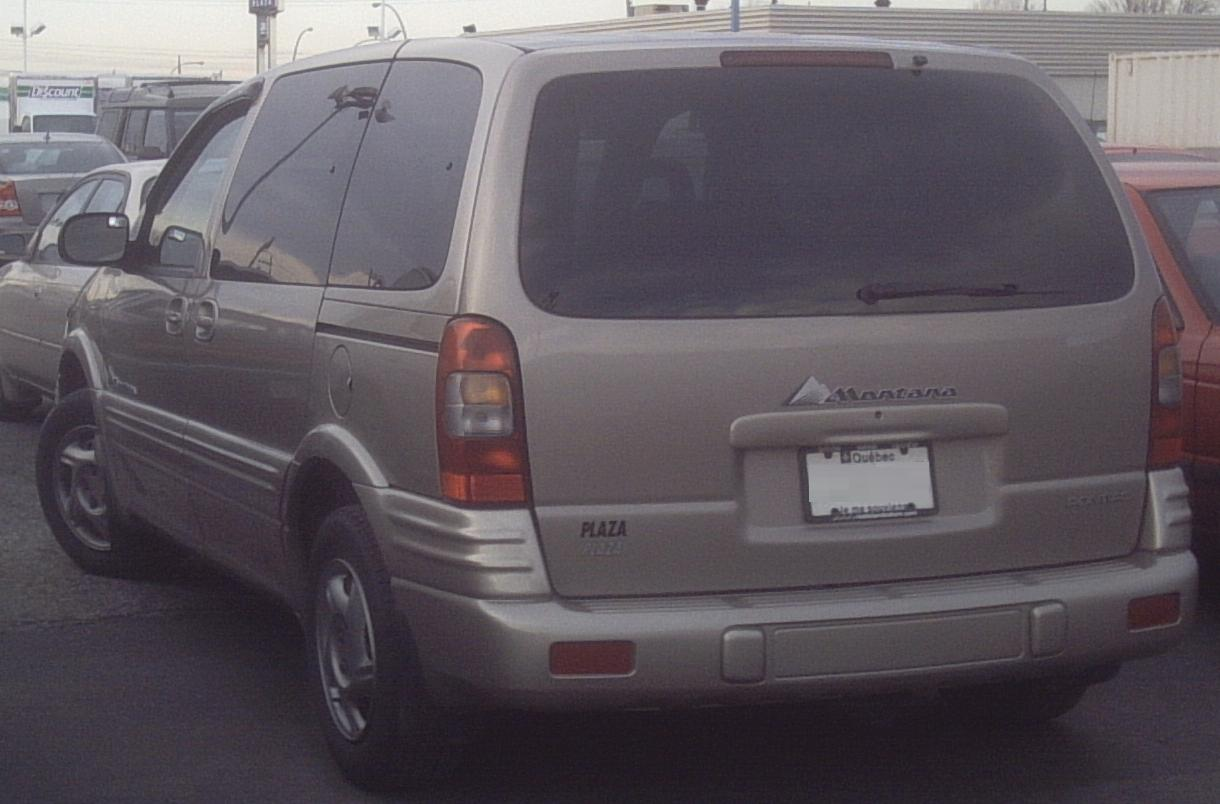
Pontiac Montana I - tył

Pontiac Montana I został zaprezentowany po raz pierwszy w 1998 roku.
W 1998 roku Pontiac podjął decyzję o zmianie nazwy swojego dużego minivana, porzucając stosowaną od 1990 roku nazwę Trans Sport. W ten sposób, drugie wcielenie tego modelu produkowane od sierpnia 1996 roku przyjęło nazwę najbogatszej wersji wyposażeniowej, stając się Pontiakiem Montaną pierwszej generacji.
Poza zmianą nazwy samochód nie przeszedł większych wizualnych modyfikacji - zachowano wygląd, który charakterystyczne cechy dla Pontiaca wyrażał jedynie potrójnym wlotem w atrapie chłodnicy. Poza tym, Pontiac Montana I był identyczną konstrukcją względem dużych minivanów oferowanych przez inne marki koncernu General Motors – włącznie z oferowanym w Europie Oplem Sintrą.

### Silnik
- V6 3.4l LA1

## Druga generacja

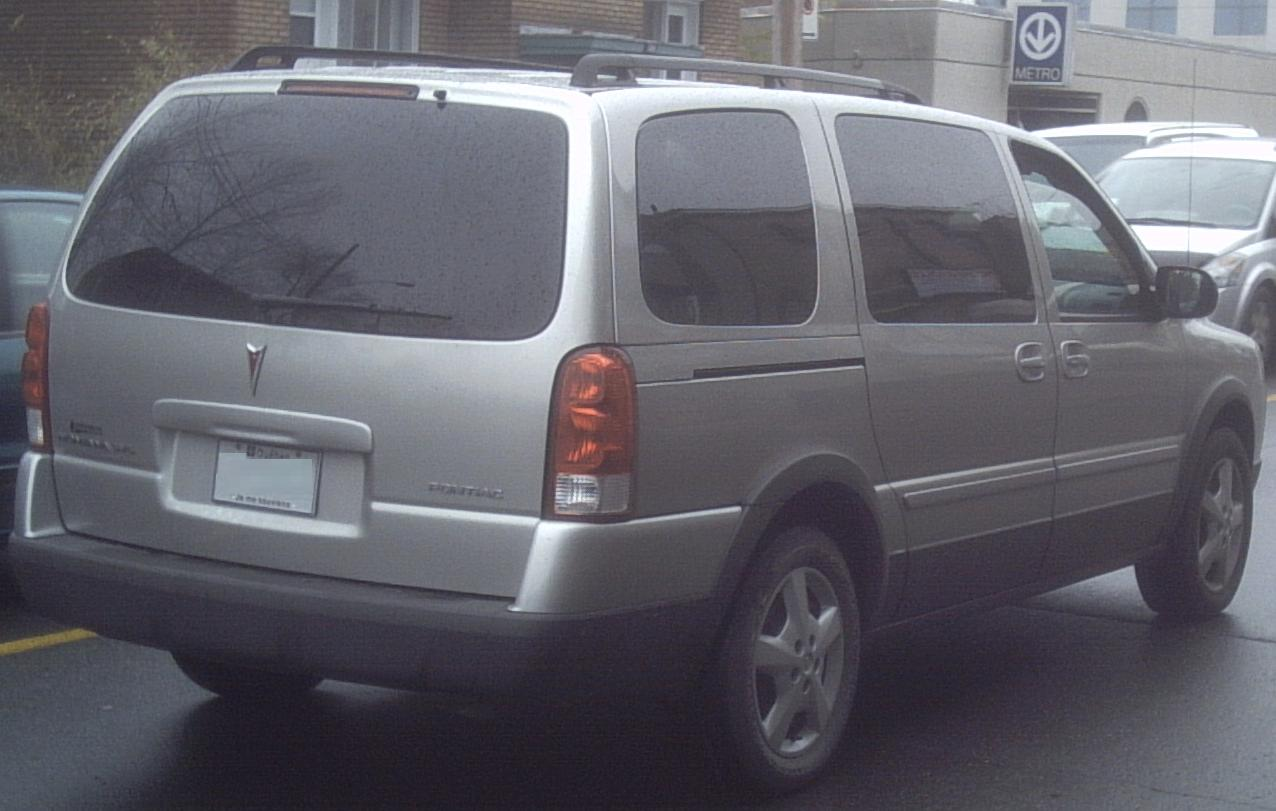
Pontiac Montana SV6 – tył

Pontiac Montana II został zaprezentowany po raz pierwszy w 2004 roku.
W 2004 roku General Motors zaprezentowało drugą generację minivanów wspólnie zaprojektowanych przez konstruktorów wybranych marek podległych wówczas koncernowi. Po likwidacji Oldsmobile i zaprzestaniu importu do Europy pod markami Opel i Vauxhall, bliźniaczymi konstrukcjami drugiej generacji Pontiaka Montana stały się tym razem Buick Terraza, Chevrolet Uplander i Saturn Relay. Nazwę modelu poddano korekcie na Montana SV6.
Pod kątem technicznym i wizualnym, drugie wcielenie Montany było jedynie głęboko zmodyfikowanym poprzednikiem. Pomimo innego pasa przedniego i tylnego, a także zupełnie nowego wyglądu kokpitu, zachowano takie same proporcje nadwozia, kształt drzwi i okien. Oferta nadwoziowa ponownie składała się z wersji krótkiej (SWB) i przedłużonej (LWB).

### Sprzedaż
Z powodu niskiej sprzedaży na rynku Stanów Zjednoczonych, które w 2006 roku wyniosły jedynie 13 tysięcy sztuk w skali całego kraju, General Motors podjęło decyzję o wycofaniu Montany SV6 ze sprzedaży na rodzimym rynku. Jednakże, sprzedaż kontynuowano w Kanadzie i Meksyku do września 2008 roku, po czym produkcja samochodu została trwale zakończona bez bezpośredniego następcy.

### Silniki
- V6 3.5l LX9
- V6 3.9l LZ9
- V6 3.9l LGD